# Курада (Сондрио)
Курада је насеље у Италији у округу Сондрио, региону Ломбардија.
Према процени из 2011. у насељу је живело 1 становника. Насеље се налази на надморској висини од 1232 м.